# 大利根温泉
大利根温泉（おおとねおんせん）は、千葉県野田市瀬戸の利根川沿いにかつてあった温泉。

## 歴史
1958年（昭和33年）、住宅用ガス供給のために天然ガスを採掘したところ、温泉が湧出した。
1964年（昭和39年）に地産が経営に乗り出し、温泉プールやゴルフ場が併設するレジャー施設「大利根温泉チサンセンター」が開設された。1972年（昭和47年）には、後に「チサンホテル大利根」となる宿泊施設も誕生した。
しかし1980年代には源泉が枯渇し、現在は温泉の提供はしていない。
地産の経営破綻により、チサンホテル大利根は2005年（平成17年）10月11日に、ソラーレ ホテルズ アンド リゾーツ系列の「クリアビューゴルフクラブ＆ホテル」となった。
ただし、ホテル前のバス停留所名は源泉枯渇後も永きにわたり「大利根温泉」となっており、当時の名残をとどめていた。しかし、2024年10月1日に、このバス停を経由する東武バスセントラル西柏営業事務所（柏13系統）、まめバス（新南ルート）いずれも、当地の地名である「瀬戸中央」に名称変更されることになった。

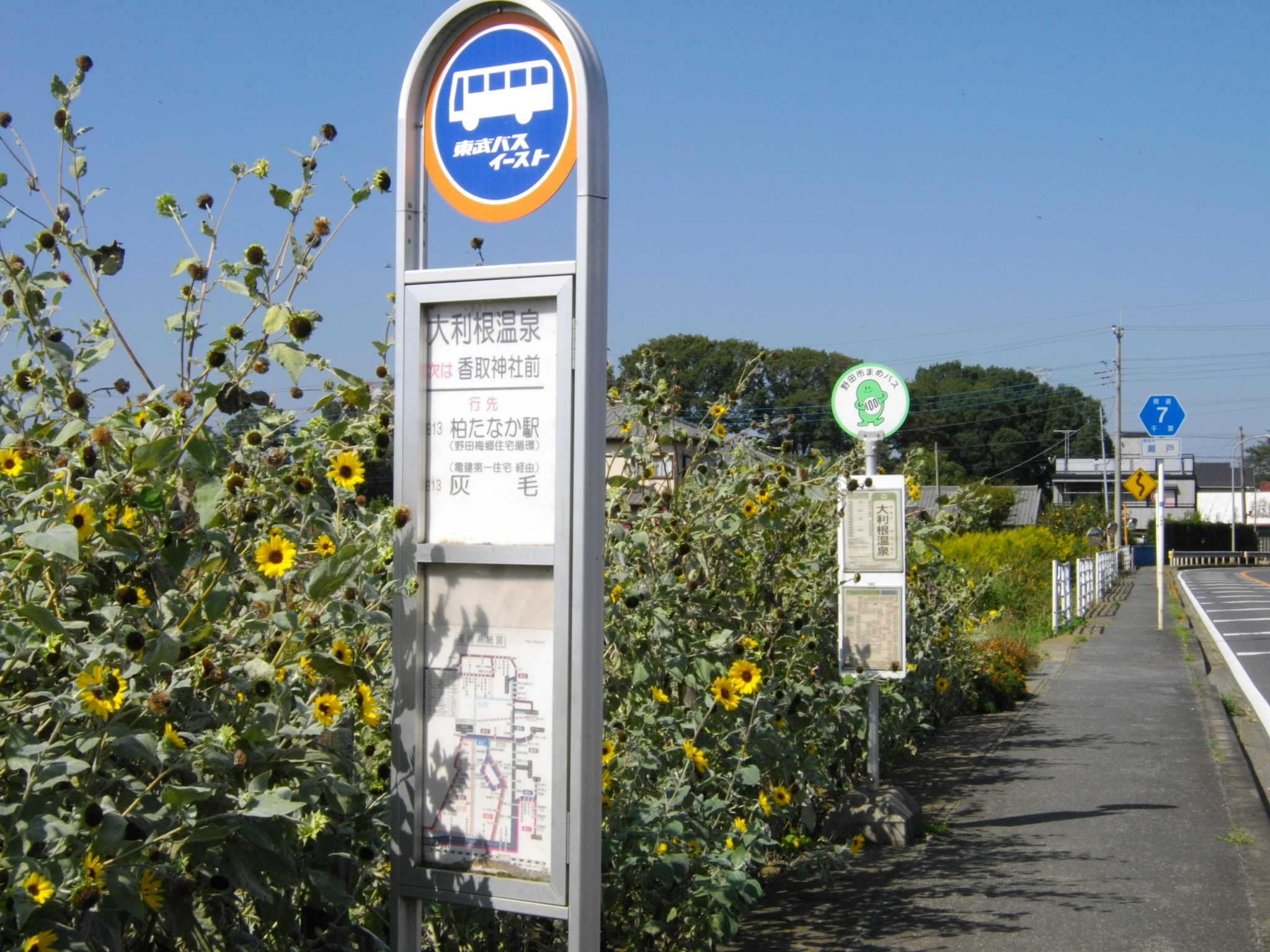
温泉の名残をとどめていた、大利根温泉バス停（2024年10月1日より「瀬戸中央」に改称）
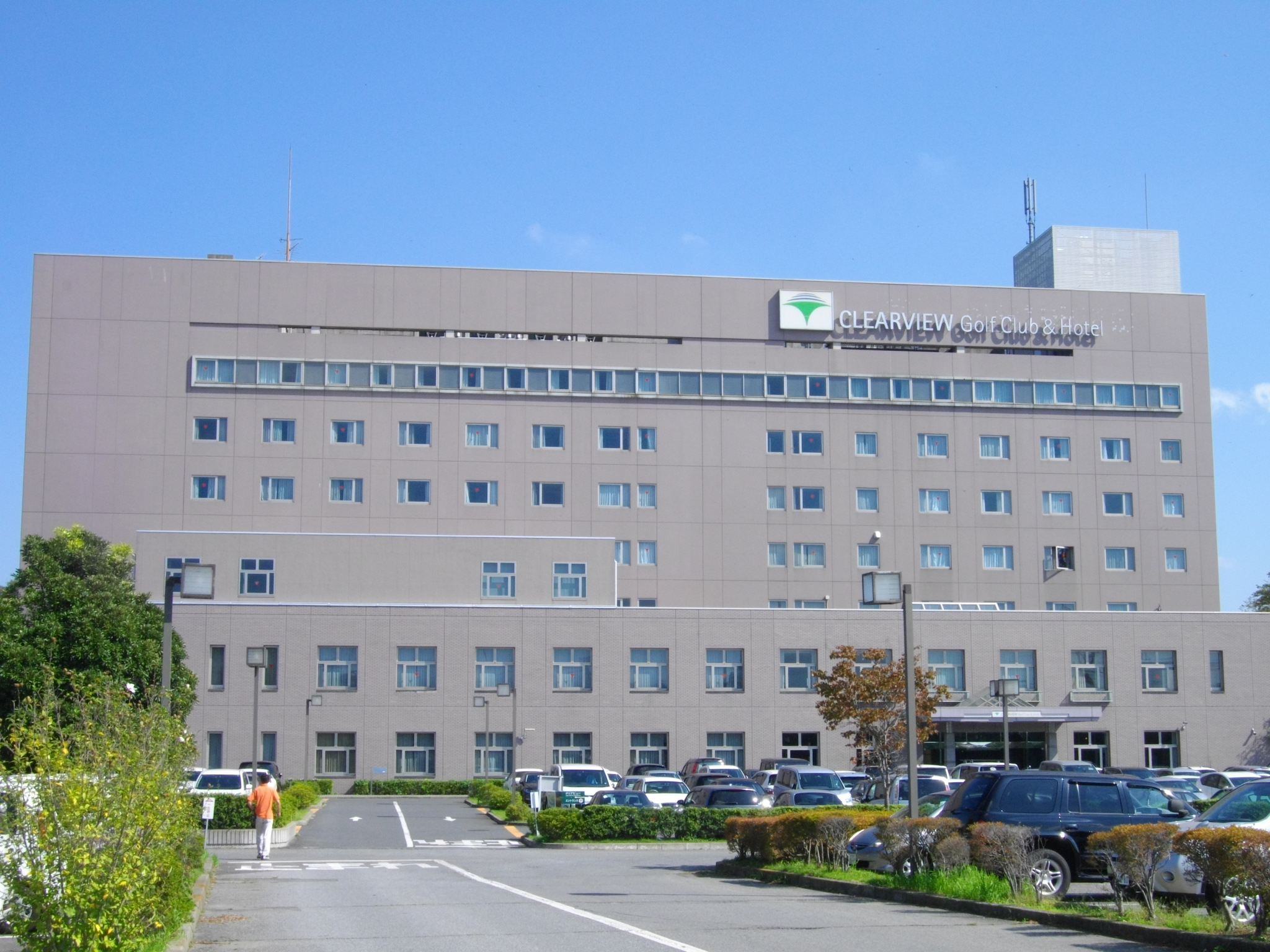
チサンホテル大利根の後身の「クリアビューゴルフクラブ&ホテル」